# Station Sant Joan Despí
Sant Joan Despí (Spaans: San Juan Despí) is een station van de Cercanías Barcelona. Het is gelegen in de gelijknamige plaats.
Men kan hier gebruikmaken van lijn 1 en lijn 4. Men kan overstappen op regionale en stadsbussen.

## Lijnen
| Eindbestemming                                | Vorig station           | Lijn | Volgend station | Eindbestemming          |
| --------------------------------------------- | ----------------------- | ---- | --------------- | ----------------------- |
| Molins de Rei                                 | Sant Feliu de Llobregat |      | Cornellà        | Mataró Maçanet-Massanes |
| Sant Vicenç de Calders Vilafranca del Penedès | Sant Feliu de Llobregat |      | Cornellà        | Terrassa Manresa        |